# Carton rouge (film)
Pour les articles homonymes, voir Carton rouge.
Pour plus de détails, voir Fiche technique et Distribution.
Carton rouge (Mean Machine) est un film américano-britannique réalisé par Barry Skolnick et sorti en 2001. C'est un remake de Plein la gueule (The Longest Yard), film américain sorti en 1974. Le football américain est remplacé ici par le football.

## Synopsis
Ancien capitaine de l'équipe d'Angleterre de football, Danny Meehan écope de trois ans de prison pour conduite en état d'ivresse et coups et blessures sur deux policiers. Il est envoyé au pénitencier de Longmarsh. Danny y est très mal reçu par les autres prisonniers, qui lui reprochent d'avoir touché de l'argent pour perdre un match de l'équipe nationale contre l'Allemagne. Danny croise de nombreux détenus déjantés dont le mystérieux "Moine". Peu après son arrivée,  il rencontre le directeur de la prison qui lui propose de devenir l'entraîneur de l'équipe semi-professionnelle des gardiens. Ces derniers ne sont pas du même avis, notamment le superviseur Burton, qui ne veut pas de Danny. À sa grande surprise, l'ancienne star parvient à faire organiser un match amical entre les gardiens et des détenus.

## Fiche technique
- Titre original : Mean Machine
- Titre français : Carton rouge
- Réalisation : Barry Skolnick
- Scénario : Charlie Fletcher, Andrew Day et Chris Baker, d'après le scénario original de Tracy Keenan Wynn et Albert S. Ruddy
- Musique : John Murphy
- Photographie : Alex Barber
- Montage : Eddie Hamilton et Dayn Williams
- Décors : Jenny Lawrence-Smith
- Costumes : Stephanie Collie
- Production : Matthew Vaughn
- Sociétés de production : SKA Films, Ruddy/Morgan Productions et Brad Grey Pictures
- Distribution : Paramount Pictures
- Budget : 4 500 000 $[1]
- Genre : comédie dramatique, sport
- Pays de production:  Royaume-Uni
- Dates de sortie : 
  - Royaume-Uni : 26 décembre 2001
  - France : 19 juin 2002

## Distribution
- Vinnie Jones (VF : Julien Kramer) : Danny Meehan
- David Kelly : Doc
- Jason Statham (VF : Thierry Redler) : Le moine (Monk en VO)
- David Hemmings (VF : Claude Brosset) : Directeur
- Ralph Brown (VF : Gérard Rinaldi) : Burton
- Vas Blackwood (VF : Lucien Jean-Baptiste) : Massif
- Robbie Gee (VF : Frantz Confiac) : Trojan
- Geoff Bell (VF : Bernard Alane) : Ratchett
- John Forgeham (en) (VF : Bernard-Pierre Donnadieu) : Sykes
- Sally Phillips : Tracey
- Danny Dyer (VF : Alexis Tomassian) : Billy
- Jason Flemyng : Bob
- Martin Wimbush : Z
- David Reid : le barman
- David Cropman : le second barman

## Production
Le tournage a lieu d'avril en juin 2001. Il se déroule principalement dans l'ancienne prison du château d'Oxford. Les scènes du match sont filmées à The Warren, ancien terrain du club Yeading F.C. (en) à Hayes.

## Accueil
Le film a connu un modeste succès commercial, rapportant environ 7 217 000 $ au box-office mondial pour un budget de 4 500 000 $. En France, il a réalisé 17 801 entrées.
Il a reçu un accueil critique plutôt défavorable, recueillant 34 % de critiques positives, avec une note moyenne de 4,9/10 et sur la base de 56 critiques collectées, sur le site agrégateur de critiques Rotten Tomatoes. Sur Metacritic, il obtient un score de 45/100 sur la base de 25 critiques collectées.